# Kolachal
Kolachal là một thành phố và khu đô thị của quận Kanniyakumari thuộc bang Tamil Nadu, Ấn Độ.

## Nhân khẩu
Theo điều tra dân số năm 2001 của Ấn Độ, Kolachal có dân số 23.535 người. Phái nam chiếm 51% tổng số dân và phái nữ chiếm 49%. Kolachal có tỷ lệ 76% biết đọc biết viết, cao hơn tỷ lệ trung bình toàn quốc là 59,5%: tỷ lệ cho phái nam là 78%, và tỷ lệ cho phái nữ là 75%. Tại Kolachal, 11% dân số nhỏ hơn 6 tuổi.